# Musca setulosa
Musca setulosa este o specie de muște din genul Musca, familia Muscidae, descrisă de Zielke în anul 1971.
Este endemică în Uganda. Conform Catalogue of Life specia Musca setulosa nu are subspecii cunoscute.